# Michel Vorm
Michel Vorm (nederländskt uttal: [ˈmiʃɛl ˈvɔrm]), född 20 oktober 1983 i IJsselstein, är en nederländsk före detta fotbollsmålvakt som avslutade karriären i Tottenham Hotspur.
Vorm var med i Nederländernas trupp vid världsmästerskapet i fotboll 2010.

## Klubbkarriär

### FC Utrecht
Vorm började sin karriär i FC Utrecht. För att få mer erfarenhet tillbringade han säsongen 2005-06 på lån till FC Den Bosch. Han debuterade den 12 augusti 2005 mot FC Emmen, den första av 35 matcher för Vorms del under säsongen. 
I augusti 2006 gjorde Vorm sin debut för Utrecht mot Willem II. Även Vorm anslöt till Utrecht som tredjemålvakt bakom Franck Grandel och Joost Terol, gjorde han en såpass imponerande försäsong att tränaren Foeke Booy hade Vorms som förstaval när säsongen inleddes. Under den första säsongen spelade Vorm 33 av 34 matcher, och hans position som nummer ett förblev därefter ohotad. Vorm missade en handfull matcher under säsongen 2007/2008 på grund av knä- och axelskador. Han lämnade Utrecht i början av säsongen 2011-12, efter att ha spelat 136 matcher i Eredivisie.

### Swansea City
I augusti 2011 anslöt Vorm till Premier League-laget Swansea City för en övergångsavgift på omkring 1,5 miljoner pund. Han tog den lediga tröjan med nummer 1 och gjorde sin debut för klubben mot  Manchester City den 15 augusti 2011. Även om han släppte in fyra mål gjorde han 11 räddningar - mer än någon annan Premier League-målvakt i en enskild match under säsongen 2011/2012. I sin andra match för Swansea mot Wigan Athletic den 20 augusti 2011 räddade Vorm räddade en straff från Ben Watson och spelade in Swanseas första poäng i Premier League. Den 6 november 2011 räddade Vorm utan tvekan Swansea från nederlag mot Liverpool och spelade in ett kryss på Anfield genom två enastående räddningar  och därmed hålla nollan. Den 10 december 2011 var han avgörande i Swanseas 2-0-seger över Fulham efter att ha räddat en straff i 87:e minuten från Clint Dempsey när Swansea ledde med ett mål.
Under sin första säsong med Swansea höll Vorms nollan 13 gånger på 37 ligamatcher. Hans prestationer var så imponerande att han klubbens säsongsavslutning blev utsedd till årets spelare av både supportrar och övriga spelare samt årets spelare på bortaplan.
Den 27 september 2012 undertecknade Vorm ett nytt fyraårigt avtal med Swansea. Den 28 oktober 2012 blev han borta från spel i åtta veckor efter att ha ådragit sig en ljumskskada i en match mot Manchester City. Den 3 november 2013, i South Wales-derbyt mot Cardiff City, blev Vorm utvisad för en tackling på Fraizer Campbell på stopptid. Matchen slutade 1-0 till Cardiff City.

### Tottenham Hotspur
Den 24 juli 2014 gick Vorm och Swansea-lagkamraten Ben Davies till Tottenham Hotspur, medan Gylfi Sigurðsson gick motsatt väg.